# Robot Trains
Robot Trains (tiếng Hàn Quốc: 로봇트레인) Là một bộ phim hoạt hình Nam hàn quốc Được tạo bởi CJ E&M Bộ phim đã phát hành tập đầu tiên trên kênh SBS trong năm 2015 và đã phát sóng được 2 mùa

## Nhân vật

### Season 1 (2015)
| Tiếng Anh | Tiếng hàn |
| --------- | --------- |
| Kay       | 케이      |
| Alf       | 알프      |
| Sally     | 샐리      |
| Duck      | 덕        |
| Victor    | 빅토르    |
| Duke      | 듀크      |
| Jeffrey   | 제프리    |
| Stella    | 스텔라    |
| Janne     | 잔느      |

### Season 2 (2018-2019)[2]
| Tiếng Anh | Tiếng hàn  |
| --------- | ---------- |
| Kay       | 케이       |
| Alf       | 알프       |
| Victor    | 빅토르     |
| Genie     | 지니       |
| Maxie     | 맥시       |
| Garry     | 게리       |
| TrainX    | 트레인엑스 |
| Duke      | 듀크       |
| Mos       | 모스       |
| Dos       | 도스       |
| Duck      | 덕         |
| Vito      | 비토       |
| Sally     | 샐리       |
| Janne     | 잔느       |
| Dollo     | 돌로       |
| Michelle  | 미셸       |
| Phillip   | 필리프     |
| Mikhail   | 미하일     |
| Jose      | 호세       |
| Benny     | 베니       |
| Emma      | 엠마       |
| Becky     | 베키       |